# 로베르 르루 (펜싱 선수)
로베르 르루(프랑스어: Robert Leroux, 1967년 8월 22일~)는 프랑스의 전직 펜싱 선수로 주 종목은 에페이다. 올림픽에 2회 참가하여 1996년 하계 올림픽에서 단체전 동메달을 획득했으며 세계 선수권 대회에서는 금메달 1개, 은메달 4개, 동메달 1개를 획득했다.